# Пайфром, Шон
Шон Каминити Пайфром (англ. Shawn Caminiti Pyfrom; род. 16 августа 1986, Тампа, Флорида, США) — американский актёр, наиболее известный по роли Эндрю Ван де Кампа в телевизионном сериале «Отчаянные домохозяйки».

## Биография
Шон Пайфром родился 16 августа 1986 года в городе Тампа, штат Флорида, США.
С 1996 года Пайфром сыграл около 60 ролей в кино и на телевидении. Популярность ему принесла роль проблемного подростка-гея, сына Рекса и Бри Ван де Кампов в «Отчаянных домохозяйках», которую он исполнял с 2004 года. В 2009 Шон вышел из основного актёрского состава проекта, но продолжал периодически появляться в сериале в качестве приглашённой звезды до его окончания в 2012 году.

## Фильмография
| Год       |    | Русское название                     | Оригинальное название                          | Роль                                  |
| --------- | -- | ------------------------------------ | ---------------------------------------------- | ------------------------------------- |
| 1998      | ф  | Человек-тыква                        | Pumpkin Man                                    | Остин                                 |
| 1998      | ф  |                                      | A Wing and a Prayer                            | Джастин                               |
| 1998      | с  | С Земли на Луну                      | From the Earth to the Moon                     | десятилетний мальчик (1 серия)        |
| 1998      | с  | Надежда Чикаго                       | Chicago Hope                                   | Джона (Джессика) Бойд (1 серия)       |
| 1998      | с  | Эллен                                | Ellen                                          | бойскаут (1 серия)                    |
| 1998      | с  | Врачи Лос-Анджелеса                  | L.A. Doctors                                   | Кевин Клейборн (1 серия)              |
| 1998      | с  | Шоу Дрю Кэри                         | The Drew Carey Show                            | Марк Фостер (1 серия)                 |
| 1999      | с  | Баффи — истребительница вампиров     | Buffy the Vampire Slayer                       | мальчик (1 серия)                     |
| 1999      | ф  | Майкл Лэндон — отец, которого я знал | Michael Landon, the Father I Knew              | десятилетний Майкл Лэндон-мл.         |
| 1999      | ф  |                                      | H-E Double Hockey Sticks                       | Льюис                                 |
| 1999      | с  | Шоу Аманды                           | The Amanda Show                                | (1 серия)                             |
| 1999      | ф  | История семьи Партридж               | Come On, Get Happy: The Partridge Family Story | Дэнни                                 |
| 2000      | ф  | День в жизни                         | A Day in a Life                                | Джереми                               |
| 2000      | с  | Детки из класса 402                  | The Kids from Room 402                         | Джесси (1 серия)                      |
| 2000      | с  | Прикосновение ангела                 | Touched by an Angel                            | Аарон (1 серия)                       |
| 2000      | с  |                                      | The Trouble with Normal                        | Дуглас (1 серия)                      |
| 2000—2001 | с  | Седьмое небо                         | 7th Heaven                                     | Бобби Карвер (2 серии)                |
| 2001      | ф  | Возмездие Макса Кибла                | Max Keeble's Big Move                          |                                       |
| 2000—2001 | мс | Гриффины                             | Family Guy                                     | Оливер (2 серии, озвучивание)         |
| 2001      | с  | Риба                                 | Reba                                           | Брайан (1 серия)                      |
| 2002      | с  | Малкольм в центре внимания           | Malcolm in the Middle                          | Эдди (1 серия)                        |
| 2001—2002 | с  |                                      | State of Grace                                 | Логан (3 серии)                       |
| 2001—2002 | с  | Стэнли                               | Stanley                                        | Лайонел Грифф (13 серий, озвучивание) |
| 2003      | с  | Оливер Бин                           | Oliver Beene                                   | Билл (1 серия)                        |
| 2003      | ф  |                                      | My Life with Men                               | Сэм                                   |
| 2001—2003 | с  | Женская бригада                      | The Division                                   | Кори Кеннер / Джон (2 серии)          |
| 2003      | с  | Братья Гарсиа                        | The Brothers Garcia                            | Джейк Броди (1 серия)                 |
| 2004      | с  | Дрейк и Джош                         | Drake & Josh                                   | Майкл (1 серия)                       |
| 2004      | с  | Город столетия                       | Century City                                   | Джулиан Ханн (1 серия)                |
| 2004—2012 | с  | Отчаянные домохозяйки                | Desperate Housewives                           | Эндрю Ван де Камп (77 серий)          |
| 2004      | с  | Части тела                           | Nip/Tuck                                       | Тревор Хейс (1 серия)                 |
| 2004      | с  | 8 простых правил                     | 8 Simple Rules                                 | Джейк (1 серия)                       |
| 2004—2005 | с  |                                      | Still Standing                                 | Мэтью Халверсон (2 серии)             |
| 2006      | ф  | Тёмная комната                       | The Darkroom                                   | Стэнли                                |
| 2006      | ф  | Лохматый папа                        | The Shaggy Dog                                 | Трей                                  |
| 2006      | с  | Эффект Джейка                        | The Jake Effect                                | Орсон Карлайл (1 серия)               |
| 2009      | ф  | Жонглёр                              | The Juggler                                    | Сборщик денег                         |
| 2009      | ф  | Проект Элисон Стонер                 | The Alyson Stoner Project                      | Тэггер                                |
| 2009      | ф  | Таннер Холл                          | Tanner Hall                                    | Хэнк                                  |
| 2009      | с  | C.S.I.: Место преступления Майами    | CSI: Miami                                     | Дэниел Бёрджесс                       |

## Награды и номинации
| Год  | Премия                         | Категория                                    | Работа                | Результат |
| ---- | ------------------------------ | -------------------------------------------- | --------------------- | --------- |
| 2007 | Премия Гильдии киноактёров США | Лучший актёрский состав в комедийном сериале | Отчаянные домохозяйки | Номинация |
| 2008 | Премия Гильдии киноактёров США | Лучший актёрский состав в комедийном сериале | Отчаянные домохозяйки | Номинация |
| 2009 | Премия Гильдии киноактёров США | Лучший актёрский состав в комедийном сериале | Отчаянные домохозяйки | Номинация |